# 伊丽莎白·佩拉特罗维奇
伊丽莎白·佩拉特罗维奇（Elizabeth Peratrovich，1911年7月4日—1958年12月1日）是美国民权活动家和特林吉特人，她曾為阿拉斯加原住民争取平等權利。她的努力对美国第一部反歧视法《1945年阿拉斯加反歧视法》的通过起到了重要作用。1988年，阿拉斯加立法机构将每年的2月16日设立为伊丽莎白·佩拉特罗维奇日，以表彰她為阿拉斯加人实现平等权利而付出的努力。2020年12月30日，Google以首页涂鸦的方式纪念她 。